# José Martín Colmenarejo
José Martín Colmenarejo Pérez (Madrid, 7 aprile 1936 – Soria, 27 novembre 1995) è stato un ciclista su strada spagnolo.
Corse da professionista dal 1961 al 1966 vincendo otto corse. Concluse la Vuelta a España del 1963 al secondo posto dietro al francese Jacques Anquetil.

## Carriera
Passò tardi nella categoria dei professionisti, nel 1961 a venticinque anni, mettendosi in luce nelle corse spagnole come scalatore. In quella stagione vinse una tappa della Vuelta a Catalunya che concluse all'ottavo posto nella classifica generale. Alla Vuelta a España colse due piazzamenti nell'undicesima e nella dodicesima tappa arrivando in entrambe terzo.
Nel 1962 arrivò terzo nella Vuelta a Levante e fu secondo nel Campeonato Vasco Navarro de Montaña. L'anno dopo vinse la terza tappa del Tour de Suisse, che concluse decimo, e si impose nella classifica finale della Vuelta a Levante. Si classificò inoltre secondo alla Vuelta a España, a tre minuti di distacco dal vincitore Jacques Anquetil.
Nel 1964 partecipò al suo primo ed unico Giro d'Italia, nel quale tuttavia passò quasi inosservato concludendolo oltre il trentesimo posto; gareggiò nuovamente al Giro della Svizzera vincendo ancora una tappa e concludendo quinto nella generale. Nel 1965 ottenne le sue ultime vittorie, tra le quali anche una tappa della Vuelta. Centrò poi un ottavo posto nella Euskal Bizikleta.
Si ritirò nel 1966 a trent'anni di età.

## Palmarès
- 1961

6ª tappa Vuelta a Catalunya
- 1962

Grand Prix di Cartagena
- 1963

6ª tappa Vuelta a Levante
Classifica generale Vuelta a Levante
3ª tappa Tour de Suisse
- 1964

5ª tappa Tour de Suisse
- 1965

13ª tappa Vuelta a España
16ª tappa Giro del Portogallo

## Piazzamenti

### Grandi giri
- Giro d'Italia

1964: 33º
- Vuelta a España

1961: 39º
1963: 2º
1965: 32º